# Jersey Boys (film)
Pour les articles homonymes, voir Jersey Boys.
Pour plus de détails, voir Fiche technique et Distribution.
Jersey Boys est un film musical biographique américain réalisé par Clint Eastwood et sorti en 2014. Adapté de la comédie musicale du même nom de Rick Elice et Marshall Brickman, il s'inspire de la carrière du groupe The Four Seasons.

## Synopsis
En 1951, à Belleville dans le New Jersey, Tommy DeVito est un jeune Italo-Américain qui vit de plusieurs arnaques. Il est ami avec Frankie Castelluccio, qui possède une voix magnifique. Frankie est très apprécié par Gyp DeCarlo, le mafieux local, qui l'aide souvent.
En plus de leurs petits larcins, Tommy, son frère Nicky et leur ami Nick Massi se produisent dans un club, sous le nom de The Variety Trio. Un soir, Tommy invite Frankie sur scène. Ce dernier se met d'emblée le public dans la poche, avec sa belle voix aiguë. Alors que l'idée d'un groupe émerge, Frankie rencontre la sublime Mary Delgado, qui lui conseille de s’appeler Frankie Valli (avec un « i » et non un « y »).
Après le départ de son frère Nick, Tommy demande à son ami Joe Pesci de lui trouver quelqu'un d'autre pour le groupe, alors nommé The Four Lovers. Pesci leur présente alors Bob Gaudio, auteur-compositeur-interprète. Après quelques discussions houleuses, Bob Gaudio rejoint finalement le groupe. Après s'être fait jeter d'un bowling où ils devaient se produire, ils se retrouvent sous une enseigne qui leur inspire le nouveau nom de leur groupe : The Four Seasons.

## Fiche technique
- Titre original : Jersey Boys
- Titre français : Jersey Boys
- Réalisation : Clint Eastwood
- Scénario : Rick Elice et Marshall Brickman, d'après leur comédie musicale juke-box Jersey Boys
- Direction artistique : Patrick M. Sullivan Jr.
- Décors : Ronald R. Reiss
- Costumes : Deborah Hopper
- Photographie : Tom Stern
- Montage : Joel Cox et Gary D. Roach
- Musique : Bob Gaudio
- Production : Tim Headington et Graham King
- Producteurs délégués : Bob Gaudio, Tim Moore, Frankie Valli et Denis O'Sullivan
- Sociétés de production : GK Films, Warner Bros., Four Seasons Partnership, RatPac-Dune Entertainment, Malpaso Productions
- Distribution : Warner Bros. (États-Unis et France)
- Budget : 40 000 000 USD[1]
- Pays d’origine :  États-Unis
- Langue originale : anglais
- Format : Couleur - 2.35:1 / son : SDDS - Datasat - Dolby Digital
- Durée : 134 minutes
- Genre : musical, biographique
- Dates de sortie[2] :
  - Australie : 5 juin 2014 (festival du film de Sydney)
  - Belgique, France, Suisse romande : 18 juin 2014[3]
  - États-Unis : 20 juin 2014

## Distribution
- John Lloyd Young (V. F. : Jonathan Amram) : Frankie Valli
- Erich Bergen (V. F. : Jean-Christophe Dollé) : Bob Gaudio
- Vincent Piazza (V. F. : Franck Lorrain) : Tommy DeVito
- Michael Lomenda (V. F. : Julien Allouf) : Nick Massi
- Christopher Walken (V. F. : Bernard Tiphaine) : Angelo « Gyp » DeCarlo
- Kathrine Narducci (V. F. : Gabriella Bonavera) : Marie Rinaldi, la mère de Frankie
- Freya Tingley (V. F. : Nastassja Girard) : Francine Valli
- Steve Schirripa : Vito
- James Madio (V. F. : Laurent Morteau) : Stosh
- Mike Doyle (V. F. : Lionel Tua) : Bob Crewe
- Jeremy Luke (V. F. : Raphaël Cohen) : Donnie
- Erica Piccininni (V. F. : Magali Rosenzweig) : Lorraine
- Joey Russo (V. F. : Jérôme Pauwels) : Joe Pesci
- Ian Scott Rudolph (V. F. : Jean-Luc Atlan) : le directeur d'Allentown Lounge
- Michael Patrick McGill (V. F. : Jean-Luc Atlan) : l'officier Mike
- Johnny Cannizzaro (V. F. : Fabrice Lelyon) : Nick DeVito

Sources et légende : Version française (V. F.) sur RS Doublage et DSD Doublage
- Clint Eastwood : à la télévision dans un épisode de Rawhide (caméo)

## Production

### Genèse et développement
En 2010, GK Films acquiert les droits d'une adaptation cinématographique de la comédie musicale juke-box du même nom de Marshall Brickman et Rick Elice, qui signet eux-mêmes le scénario du film,. En août 2012, Jon Favreau est choisi comme réalisateur et des castings sont lancés.
Cependant, en novembre 2012, il est révélé que Warner Bros. a mis le projet en suspens,. Cependant, en mai 2013, Frankie Valli rapporte que le projet est toujours d'actualité. En juin 2013, Clint Eastwood rejoint le film comme réalisateur. Ce projet intervient environ trois ans après J. Edgar (2011), soit sa plus longue période inactivité comme réalisateur depuis les années 1980. Bien qu'il apprécie le script, Clint Eastwood demande quelques réécritures.

### Attribution des rôles
Clint Eastwood souhaite engager les acteurs de la comédie musicale d'origine, plutôt que des stars bankable et explique « Nous avons besoin de gens qui ont donné 1200 représentations, comment ne pas mieux connaitre un personnage ? ». Ainsi, John Lloyd Young reprend à l'écran son rôle de Frankie Valli.

### Tournage
Le tournage a eu lieu à Los Angeles, notamment à Downtown Los Angeles, Eagle Rock, l'Orpheum Theatre, etc. Quelques scènes sont tournées dans d'autres villes californiennes (Arcadia, les Warner Bros. Studios de Burbank, Santa Monica et sa jetée) ainsi qu'à New York et à Kearny (New Jersey).

## Bande originale
Liste des titres
Liste des titres
1. "Paris 200" (Prelude)
2. "December, 1963 (Oh, What a Night)" – Frankie Valli & the Four Seasons
3. "My Mother's Eyes" – Frankie Valli
4. "I Can't Give You Anything But Love" – John Lloyd Young
5. "A Sunday Kind of Love" – John Lloyd Young, Frankie Valli & the Four Seasons
6. "Moody’s Mood for Love" – John Lloyd Young
7. "Cry for Me" – Erich Bergen
8. "Sherry" – John Lloyd Young
9. "Big Girls Don't Cry" – John Lloyd Young
10. "Walk Like a Man" – John Lloyd Young
11. "My Boyfriend's Back" – Kimmy Gatewood
12. "My Eyes Adored You" – John Lloyd Young
13. "Dawn (Go Away)" – John Lloyd Young
14. "Big Man in Town" – John Lloyd Young
15. "Beggin'" – Frankie Valli & the Four Seasons, John Lloyd Young, Ryan Malloy
16. "Medley" – John Lloyd Young
a. "Stay"
b. "Let's Hang On! (To What We've Got)"
c. "Opus 17 (Don't You Worry 'bout Me)"
d. "Bye Bye Baby"
17. "C'mon Marianne" – Frankie Valli & the Four Seasons, John Lloyd Young
18. "Can't Take My Eyes Off You" – John Lloyd Young
19. "Working My Way Back to You" – John Lloyd Young
20. "Fallen Angel" – Frankie Valli
21. "Who Loves You" – Frankie Valli & the Four Seasons, John Lloyd Young
22. Closing Credits : "Sherry" / "December, 1963 (Oh, What a Night)" – John Lloyd Young, Erich Bergen, Michael Lomenda, Vincent Piazza
23. "Sherry" – Frankie Valli & the Four Seasons
24. "Dawn (Go Away)" – Frankie Valli & the Four Seasons
25. "Rag Doll" – Frankie Valli & the Four Seasons

## Accueil

### Critique
Jersey Boys rencontre un accueil critique mitigé dès sa sortie, 54 % des 173 commentaires collectés par le site Rotten Tomatoes sont favorables, avec une moyenne de 5,9⁄10, tandis qu'il obtient un score de 54⁄100 sur le site Metacritic, pour 44 commentaires.

### Box-office
Aux États-Unis, distribué dans 2 905 salles, le film réalise 13 319 371 $ de recettes pour son premier week-end d'exploitation, pour une moyenne de 4,585 $ par salles et une quatrième place au box-office. S'il ne constitue pas le meilleur démarrage de Jersey Boys dans une sortie en salles sur tout le territoire américain dans la carrière de réalisateur de Clint Eastwood[pas clair], il en demeure qu'il a réussi, mais avec un faible écart, à dépasser les recettes en week-end de J. Edgar et ses 11 217 324 $ engrangées en un week-end, où il était sorti dans 1 910 salles. Après être resté trois semaines consécutives dans le top 10 hebdomadaire, Jersey Boys connaît une grosse chute en quatrième semaine en termes de bénéfices, récoltant à la fin de l'exploitation un cumul 47 047 013 $ (67 669 013 $ au niveau mondial).

## Distinctions

### Récompenses
- Blue Ribbon Awards 2015 : meilleur film étranger[20]
- Kinema Junpō Awards 2015 : meilleur film étranger, meilleur réalisateur étranger pour Clint Eastwood et prix des lecteurs du meilleur film étranger

### Nominations
- Japan Academy Prize 2015 : meilleur film étranger
- Motion Picture Sound Editors Awards 2015 : meilleur montage sonore de la musique dans un film